# かいけつゾロリとまほうのゆうえんち お姫さまをすくえ!
『かいけつゾロリとまほうのゆうえんち お姫さまをすくえ!』は、2004年7月15日にバンダイより発売されたゲームボーイアドバンス用コンピュータゲーム。 

## 概要
人気児童書シリーズ『かいけつゾロリ』のゲームタイトル2作目。
いわゆるミニゲーム集であり、ゾロリとその子分イシシ、ノシシが遊園地内の様々なアトラクションを体験する。
なお、ストーリーはオリジナルであり、書籍『かいけつゾロリのきょうふのゆうえんち』とは関係がない。

## ストーリー
今日もまた修行の旅をしているゾロリ。その途中でとある遊園地を見つける。遊園地中央にあるお城は明らかにボロボロになっているが、ゾロリ達は入り口で「すべてのアトラクションをプレイすると、ステキなおひめさまにであえます！」と書かれた張り紙を見つけ、ゾロリはお姫様を探しに遊園地の中へと入っていく。

## ゲーム内容
全部で20つあるアトラクションをプレイしてお姫様と出会うことがクリア条件となる。各アトラクションのプレイにはチケットが必要であり、そのチケットを手に入れるにはアトラクションをプレイすることでもらえるスタンプと引き換える必要がある。
遊園地は主に5つのゾーンに分けられている。

### スポーツゾーン
- ドキドキつなひき (必要チケット5枚)
- こっそりさかなつり (必要チケット40枚)
- かりものたかとび (必要チケット10枚)
- オナラでハンマーとび (必要チケット15枚)
- たたけ！ちからだめし (必要チケット2枚)

### おやじギャグゾーン
- そういえば、ソウイレバ (必要チケット25枚)
- このカレーはかれ～！ (チケット不要)
- クマにおそわれくまったな (必要チケット5枚)
- ここほれマイゾーキン (必要チケット10枚)
- ハープゥで、ごまかせ！ (必要チケット15枚)

### ぼうけんゾーン
- おかしなしまわたり (必要チケット15枚)
- いどにいどめ (必要チケット2枚)
- ロッククライミング (必要チケット10枚)
- コーヒーカップバトル (必要チケット20枚)
- たからさがしバンジー (必要チケット5枚)

### おみせショップ
チケットへの交換、スロット、くじびきが楽しめる。

### みらいゾーン
- すすめ！タートルカー (必要チケット15枚)
- なんでもパンチングマシーン (必要チケット5枚)
- ロシアンオニギリマシーン (チケット不要)
- みかくにんへこうぶったい (必要チケット10枚)
- はっしん！オナラきかんしゃ (必要チケット15枚)

## 二人プレイ
先述したスロットやくじびきでは、チケットやシール、ころマスコットといったものが当たる。遊園地入り口で手に入れたシールを貼り付けると、ゲーム画面に直でシールを貼ったようにアトラクション中含め常にシールが貼られた状態になる。当然ながらプレイしづらくなるので安易な貼り付けは注意が必要。シールなどは通信で友達と交換することができる。